# 3295 Murakami
3295 Murakami је астероид главног астероидног појаса чија средња удаљеност од Сунца износи 2,694 астрономских јединица (АЈ).
Апсолутна магнитуда астероида је 12,9.